# Barei
Pour l'arrondissement de la commune de Djougou au Bénin, voir Barei.
Barei, de son nom de naissance Bárbara Reyzábal González-Aller, née le 28 mars 1982 à Madrid en Espagne, est une auteure-compositrice-interprète espagnole. Elle représente l'Espagne au Concours Eurovision de la chanson 2016 avec la chanson Say Yay! où elle termine à la 22e position avec un total de 77 points.

## Biographie
Bárbara Reyzábal González-Aller est née le 28 mars 1983 à Madrid. C'est la fille de Teresa González-Aller Monterde et Fortunato Reyzábal Larrouy. Son père, qui est mort peu après sa naissance, appartenait à la famille aisée Reyzábal. Cette famille se consacra à des activités corcenant la culture, notamment le monde du cinéma. Par la suite, elle diversifia sa fortune grâce à des investissements immobiliers. Les Reyzábal se consacrent encore de nos jours à ces activités financières et ont contribué à la réalisation de films et à la gestion de salles de cinéma dans la Gran Vía de Madrid. Bárbara a deux frères et une sœur : Ignacio Jesús, Julián et Lourdes. Elle a fait des études de chant, de guitare, de solfège et de piano. Elle est également décoratrice.

### Origines
Bárbara a commencé sa carrière à 16 ans avec des reprises des chansons de Christina Aguilera, Laura Pausini et Lara Fabian. En 2001, elle a participé au  Festival International de la Chanson de Benidorm avec Gonzalo Nuche dans le duo Dos Puntos avec la chanson "Abrazo del tiempo". Ils ont fini deuxièmes, puis premiers après la disqualification du gagnant. Peu après, Barei a déménagé à Miami, où elle a enregistré quelques maquettes de pop latino restées inédites. De retour à Madrid, elle s'est produite dans les salles de concerts de la capitale espagnole.

#### 2011-2014: Premier album
En 2011 Barei a publié son premier album Billete para no volver, intégralement en langue espagnole, dont le producteur a été Rubén Villanueva. Après cet album Barei a sorti un single en anglais tous les trois mois, dont le premier a été «Play» en octobre 2012. «Another's Life», sorti en 2013, a atteint le Top 30 de la liste de iTunes des chansons les plus populaires. Après elle a sorti en 2014 «Wildest Horses», qui s'est classé 36 sur la liste des chansons les plus vendues en Espagne

#### 2015-2016: Deuxième albumThrow the DiceetConcours Eurovision de la chanson
Dans son deuxième album Throw The Dice publié le 7 avril 2015, elle a été profondément influencée par la pop britannique et américaine, la funk et la soul. Cet album comprend les chansons «Foolish Nana», «Another's Life» et «Wildest Horses», qui avaient déjà été publiées au préalable.
Le 22 juillet 2015, elle a joué en première partie du concert de Lenny Kravitz à Marbella du Starlite Festival. En septembre 2015, Barei a sorti la chanson «Time to Fight», co-écrite par elle-même avec Fernando Montesinos, et qui a été utilisée par le groupe Atresmedia pour la Ligue des champions de l'UEFA 2015-2016. Barei a été aussi la compositrice de chansons pour d'autres artistes comme Malú ou Edurne.
Le 29 décembre 2015, RTVE annonce que Barei figure parmi les six candidats pour représenter l'Espagne au Concours Eurovision de la chanson 2016  avec la chanson «Say Yay!», composée par elle-même, Rubén Villanueva et Víctor Púa.
Le 1er février 2016, elle est choisie pour représenter l'Espagne au Concours Eurovision de la chanson lors de l'émission Objetivo Eurovisión sur la première chaîne publique espagnole, La 1 de TVE. Barei remporte la sélection avec 114 points.
Le 22 avril 2016, l'album Throw The Dice comprenant toutes les chansons remastérisées, en plus de «Say Yay!» et des chansons inédites «Who Plays The Drums?» et «Super Ranger» a été réédité.

## Discographie

### Albums
| Titre                      | Détails                                                                              |
| -------------------------- | ------------------------------------------------------------------------------------ |
| Billete para no volver     | - Lancement : 5 avril 2011 - Formes : Téléchargement, CD - Label : Barei Music       |
| Throw the Dice             | - Lancement : 7 avril 2015 - Formats : Téléchargement, CD - Label : Barei Music      |
| Throw the Dice (Réédition) | - Lancement : Prochaînement - Formats : Téléchargement, CD - Label : Universal Music |

### Singles
| Année | Titre                      | Charts | Album                      |  |
| Année | Titre                      | SPA    | Album                      |  |
| ----- | -------------------------- | ------ | -------------------------- |  |
| 2011  | "Billete para no volver"   | —      | Billete para no volver     |  |
| 2011  | "Con sólo creer'"          | —      | Billete para no volver     |  |
| 2012  | "Play"                     | —      |                            |  |
| 2013  | "Another's Life"           | —      | Throw the Dice             |  |
| 2013  | "Foolish NaNa"             | —      | Throw the Dice             |  |
| 2014  | "Wildest Horses"           | 36     | Throw the Dice             |  |
| 2014  | "You Fill Me Up (My Yang)" | —      | Throw the Dice             |  |
| 2015  | "Time to Fight"            | —      |                            |  |
| 2015  | "Get Up and Go"            | —      |                            |  |
| 2016  | "Say Yay!"                 | 3      | Throw the Dice (Reedición) |  |

### Vidéo-clip
| Année | Chanson                | Directeur         |
| ----- | ---------------------- | ----------------- |
| 2011  | Billete para no volver | Ezequiel González |
| 2011  | Con sólo creer         | Ezequiel González |
| 2012  | Play                   | Marta Asensio     |
| 2013  | Foolish Nana           | Gerardo Risotti   |
| 2013  | Another's Life         | Micropuntofilms   |
| 2014  | Wildest Horses         | Gus Carballo      |
| 2015  | Throw the dice         | Gus Carballo      |
| 2016  | Time to fight          | Atresmedia        |
| 2016  | Say Yay!               | Gus Carballo      |